# Ferrari
Ferrari este un producător de mașini sport cu sediul în Maranello (Italia). Fondată în 1929 de Enzo Ferrari, ca Scuderia Ferrari, compania a sponsorizat piloți și a produs mașini de curse înainte de a produce mașini adecvate pentru a fi conduse pe drumurile publice. În 1969, Fiat a devenit acționar la Ferrari iar acum este proprietarul majoritar. În prezent, cel mai mare acționar al grupului Fiat, cu 90%, 5% din acțiuni a fost cumpărat în 2005 de către o companie din Emiratele Arabe Unite, iar restul aparține Piero Ferrari, fiul lui Enzo. Compania are sediul în Maranello lângă Bologna și Modena, Italia. În 2005, Ferrari a vândut 5.409 de unități, cu o creștere a vânzărilor de 8,7%, având o cifră de afaceri de 1,5 miliarde de euro.
De-a lungul istoriei, compania a fost renumită pentru participarea continuă în curse, în special în Formula 1, unde a avut mare succes. Mașinile Ferrari sunt în general văzute ca un simbol al vitezei, luxului și bogăției.

## Competiții
Pasiunea lui Enzo Ferrari pentru mașinile de curse Scuderia a început activând ca sponsor principal pentru amatorii de curse din Modena. De-a lungul timpului, Ferrari a participat și concurat cu numeroase mașini marca Alfa Romeo până în 1938, când a fost angajat de aceștia, pentru departamentul de administrație a mașinilor de curse.
În 1941, Compania Alfa Romeo a fost confiscată de către guvernul fascist în fruntea căruia era Benito Mussolini, ca parte integrantă a Axei Puterii. Datorită dimensiunii mici a departamentului lui Enzo, activitatea sa nu a fost afectată sau întreruptă. În schimb, din cauza faptului ca îi era interzis să practice curse auto pe o perioadă de 4 ani, acesta a transformat Scuderia Ferrari în Auto Avio Costruzioni Ferrari în cel mai scurt timp posibil, având ca activitate principală producerea de accesorii auto și de aeronave. 
Primul model de mașină produs întregime de Enzo Ferrari a fost Auto Avio Costruzioni 815 (8 cilindri, motor de 1,5 L) cu care echipa Ferrari a câștigat, pentru prima oară, Marele Premiu al Europei, după încheierea celui de-al doilea război mondial.
Echipa a luat parte la Campionatul Mondial Formula 1 în primul său an de existență, 1950. Argentina José Froilan González a dat victoria echipei sale în prima British Grand Prix-ul în 1951. Italiana Alberto Ascari Ferrari a dat prima sa Cupă Mondială [Lista [din Formula Unu Campionilor | Campionatul Mondial]] un an mai târziu.
Ferrari este cea mai veche echipă din turneu, precum și cele mai de succes: până la 2008, echipa a câștigat un record mondial 15 titluri Drivers Championship (1952, 1953 1956 1958, 1961, 1964, 1975 1977, 1979, 2000, 2001 , 2002, 2003, 2004 și 2007, un record mondial 16 Campionatul Constructorilor (1961, 1964, 1975 1976, 1977, 1979, 1982, 1983 1999, 2000, 2001 , 2002, 2003, 2004, 2007, 2008), o marca de 200 de victorii Grand Prix-ul 4,348.27 puncte *, 562 * podiumuri, 179 * pol poziția e, 11 457 * întoarce capul și mai rapide tururi în 184 * 723 * Grands Prix în litigiu.
- Până în  2006

Unii dintre cei mai renumiți piloți Scuderia au fost Tazio Nuvolari, Juan Manuel Fangio, José Froilan González, Alberto Ascari, Phil Hill,  Mike Hawthorn, John Surtees, Jacky Ickx, Niki Lauda, Carlos Reutemann, Jody Scheckter , Gilles Villeneuve, Michele Alboreto, Jean Alesi, Alain Prost, Nigel Mansell, Michael Schumacher, Rubens Barrichello, Felipe Massa, Kimi Räikkönen Fernando Alonso.

## Căluțul Ferrari
Prancing Horse
Simbolul celebrului Ferrari este un cal cabrat negru pe fond galben, de obicei cu Scuderia Ferrari letters  SF.
Inițial, simbolul caluțului a aparținut contelui și aviatorului Francesco Baracca, un legendar al asociației italiene(ACE) Air Force din Primul Război Mondial, ce avea pictat pe partea aeronavelor sale, emblema actuală a mărcii Ferrari. Baracca a murit pe data de 1916, 1918, obținând 34 dueluri victorioase și numeroase victorii în echipă. Astfel, el a devenit un erou național, fiindu-i construit un monument memorabil.
Francesco Baracca a ales ca avioanele să-i fie reprezentate de un cal cabrat, în urma înscrierii sale în echipa "Battaglione Aviatori", fiind recunoscut și ca cel mai bun călăreț al regimentului de cavalerie.
Există mai multe interpretări pentru alegerea sa: pe de o parte, datorită faptului că familia lui nobilă a fost cunoscută pentru posesia unui număr impresionant de cai la ferma lor din Lugo di Romagna. O altă teorie sugerează faptul că Baracca a copiat designul agresiv al căluțului de la un pilot german care a purtat sigiliul orașului Stuttgart. Interesant, reprezentanța de automobile Porsche din Stuttgart a împrumutat logo-ul său al căluțului cabrat, orașului. Această "legendă" sugerează că a fost primul avion pilotat de Baracca Stuttgart și finalizând prin a fio iar simbolul putea fi luat ca un trofeu de război.
Ferrari a concurat dintotdeauna, mai mult sau mai puțin, cu branduri de renume, foarte apreciate în întreaga lume : Porsche, Lamborghini, Maseratti, De Tomasso și multe alte mărci de automobile sport.
Pe data de 17 iunie din 1923, Enzo Ferrari a câștigat o cursă importantă pe circuitul Savio de Ravenna, unde s-a întâlnit cu Contesa Paolina, mama lui Baracca. Contesa a cerut ca el să poarte un cal pe mașinile sale, sugerând că acesta ar aduce noroc, dar prima cursă la care Alfa a avut permisiunea să folosească calul pe mașini Scuderia a fost nouă ani mai târziu, în 24 de ore de  Spa în 1932. Ferrari a câștigat.
Ferrari a păstrat calul negru purtat și de Baracca pe planul sau, adăugând un plus de culoare (galben) pe fundal, semnificația locului său de naștere.
Calul cabrat a mai fost purtat și de Fabio Taglioni folosindu-l în motocicletele lor Ducati. Tatăl lui Taglioni a fost de fapt unul dintre însoțitorii lui Baracca și a luptat alături de el în 91 Aer Squad, dar pentru că faima brand-ului Ferrari  s-a extins, Ducati a renunțat la stemă. Acest lucru poate să fi fost și rezultatul unui acord privat între cele două branduri.
Calul prancing este acum simbolul unic Ferrari, recunoscut în întreaga lume.

## Modele

### Anterioare
Motor V8:
- Lancia D50
- Lancia Ferrari 801⁠(it)[traduceți]
- Ferrari 208 GT4 (cel mai mic motor V8-2L)
- Ferrari 288 GTO
- Ferrari 308 GT4
- Ferrari 308 GTB/GTS
- Ferrari 328 GTB/GTS
- Ferrari 348 GTB/GTS/Spider
- Ferrari 208 GTB/GTS
- Ferrari F40
- Ferrari F355 Challenge
- Ferrari 360 Modena
- Ferrari 360 Spider
- Ferrari 360 Challenge Stradale
- Ferrari F430
- Ferrari F430 GT3
- Ferrari F458 Italia
- Ferrari F430 Spider Bio Fuel
- Ferrari California
- Ferrari Portofino

Motor V12:
- Ferrari 125 S (primul model Ferrari)
- Ferrari 159 S
- Ferrari 166 F2
- Ferrari 166 S Allemano/SC/MM Touring/MM Zagato/Inter/Abarth MM 53
- Ferrari 195
- Ferrari 212 Inter
- Ferrari 225 S
- Ferrari 250 Europa GT/GT LWB/GTE/GT SWB/GTO/GTL
- Ferrari 400 Superamerica, 330 TR, 330 LMB
- Ferrari 500 Superfast
- Ferrari 275 GTB/GTS
- Ferrari 330 America, 330 GTC
- Ferrari 275 GTB/4
- Ferrari 365, 365 GTC/4, Daytona
- Ferrari 365 GT4 BB
- Ferrari 400
- Ferrari BB 512, Testarossa/512 TR/F512 M
- Ferrari 412
- Ferrari 275 S, 275 F1 250 Europa/Export410 Superamerica
- Ferrari 340 America/MM/Mexico, 342 America, 340 F1
- Ferrari 375 F1
- Ferrari 375 America/MM
- Ferrari 410 Superamerica
- Ferrari 456/456 M, 550 Maranello/Barchetta
- Ferrari 575M Maranello, 612 Scaglietti
- Ferrari 333 SP
- Ferrari F50
- Ferrari Enzo
- Ferrari 599 GTB Fiorano/GTO
- Ferrari FXX
- Ferrari FF
- Ferrari F12 Berlinetta
- Ferrari 612 Scaglietti
- Ferrari LaFerrari

Ediții limitate și de sărbătoare:
- Ferrari F430 Scuderia M16 - 16 titluri câștigătoare în Formula 1 - 499 unități
- Enzo Ferrari - 400 de unități
- Ferrari F50 - 50-a aniversare - 400 de unități
- Ferrari F40 - 40 de ani
- Ferrari FXX - 31 de unități
- Ferrari 599XX - 20 de unități (neoficial)
- Ferrari LaFerrari

### Actuale
- Ferrari 296
- Ferrari F8
- Ferrari Portofino
- Ferrari 812 Superfast
- Ferrari SF90 Stradale
- Ferrari Roma
- Ferrari Purosangue

## Vânzări
În anul 2010, Ferrari a livrat 6.573 de mașini, în creștere cu 5,4% față de 2009, fiind un an record de vânzări pentru companie.
În anul 2012, compania a vândut 7.318 unități.